# Dunkelstirniges Flechtenbärchen
Das Dunkelstirnige Flechtenbärchen, der Lehmgelbe Flechtenbär oder Dotterbär (Eilema lutarella) ist ein Schmetterling (Nachtfalter) aus der Unterfamilie der Bärenspinner (Arctiinae).

## Merkmale
Die Falter erreichen eine Flügelspannweite von 21 bis 30 Millimetern. Sie haben lehmgelbe Vorderflügel; die Hinterflügel sind braungrau, werden aber gegen den Innenrand hin auch lehmgelb. Sie rollen in der Ruhestellung ihre Flügel um den Körper.

### Ähnliche Arten
- Dottergelbes Flechtenbärchen (Eilema sororcula)
- Blassstirniges Flechtenbärchen (Eilema pygmaeola)
- Ockergelbes Flechtenbärchen (Eilema palliatella)

## Vorkommen
Sie kommen in ganz Europa, außer dem hohen Norden und Großbritannien, östlich bis zum Amur vor. Sie bevorzugen sonnige, trockene, spärlich bewachsene Gegenden, wie zum Beispiel trockene Torfwiesen, Magerrasen, Sand- und Kalkböden, aber auch Moorheiden. Sie fliegen von Mitte Juli bis Ende August.

## Lebensweise
Die Raupen schlüpfen im September. Sie überwintern und verpuppen sich im darauffolgenden Juni in braunen Gespinsten am Boden, zwischen Flechten und Moos. Sie ernähren sich von Stein- und Erdflechten.